# Kenneth Hashimoto
Kenneth Hashimoto (7 de julio de 1986) es un deportista estadounidense que compitió en judo. Ganó una medalla de plata en los Juegos Panamericanos de 2011 en la categoría de –66 kg.

## Palmarés internacional
| Juegos Panamericanos | Juegos Panamericanos | Juegos Panamericanos | Juegos Panamericanos |
| Año                  | Lugar                | Medalla              | Categoría            |
| -------------------- | -------------------- | -------------------- | -------------------- |
| 2011                 | Guadalajara (México) | Medalla de plata     | –66 kg               |